# Europeiska inomhusmästerskapen i friidrott 1976
Europeiska inomhusmästerskapen i friidrott 1976 genomfördes 1976 i München, dåvarande Västtyskland. 

## Medaljörer, resultat

### Herrar

#### 60 m
- 1 Valerij Borzov, Sovjetunionen – 6,58
- 2 Vassilios Papageorgopoulos, Grekland – 6,67
- 3 Petar Petrov, Bulgarien – 6,68

#### 400 m
- 1 Janko Bratanov, Bulgarien  – 47,79
- 2 Hermann Köhler, Västtyskland  – 48,19
- 3 Grzegorz Madry, Polen – 48,46

#### 800 m
- 1 Ivo Van Damme, Belgien  – 1.49,2
- 2 Josef Schmid, Västtyskland  – 1.49,8
- 3 Milovan Savić, Jugoslavien – 1.49,9

#### 1 500 m
- 1 Paul-Heinz Wellmann, Västtyskland – 3.45,1
- 2 Thomas Wessinghage, Västtyskland – 3.45,3
- 3 Gheorghe Ghipu, Rumänien – 3.46,1

#### 3 000 m
- 1 Ingo Sensburg, Västtyskland – 8.01,6
- 2 Józef Ziubrak, Polen – 8.02,0
- 3 Ray Smedley, Storbritannien – 8.02,2

#### Häck 60 m
- 1 Viktor Mjasnikov, Sovjetunionen – 7,78
- 2 Berwyn Price, Storbritannien  – 7,80
- 3 Zbigniew Jankowski, Polen  – 7,92

#### Stafett 4 x 400 m
- Ingen tävling

#### Höjdhopp
- 1 Sergej Senjukov, Sovjetunionen – 2,22
- 2 Jacques Aletti, Frankrike – 2,19
- 3 Walter Boller, Västtyskland – 2,19
- 3 Bruno Brokken, Belgien – 2,19

#### Längdhopp
- 1 Jacques Rousseau, Frankrike – 7,90
- 2 Valerij Pogluzjnij, Sovjetunionen – 7,79
- 3 Joachim Busse, Västtyskland – 7,72

#### Stavhopp
- 1 Jurij Prochorenko, Sovjetunionen – 5,45
- 2 Antti Kalliomäki, Finland – 5,40
- 3 Renato Dionisi, Italien – 5,30

#### Trestegshopp
- 1 Viktor Sanjejev, Sovjetunionen – 17,10
- 2 Carol Corbu, Rumänien – 16,75
- 3 Bernarde Lamitié, Frankrike – 16,68

#### Kulstötning
- 1 Geoff Capes, Storbritannien – 20,64
- 2 Gerd Lochmann, Östtyskland – 20,29
- 3 Aleksandr Barysjnikov, Sovjetunionen – 20,02

### Damer

#### 60 m
- 1 Linda Haglund, Sverige – 7,24
- 2 Sonia Lannaman, Storbritannien – 7,25
- 3 Elvira Possekel, Västtyskland – 7,28

#### 400 m
- 1 Rita Wilden, Västtyskland  – 52,16
- 2 Jelica Pavlicić, Jugoslavien – 52,47
- 3 Inta Klimovitja, Sovjetunionen – 52,80

#### 800 m
- 1 Nikolina Sjtereva, Bulgarien – 2.02,2
- 2 Liljana Tomova, Bulgarien – 2.02,6
- 3 Gisela Klein, Västtyskland – 2.03,2

#### 1 500 m
- 1 Brigitte Kraus, Västtyskland – 4.15,2
- 2 Natalia Marasescu, Rumänien – 4.15,6
- 3 Rositsa Pechlivanova, Bulgarien – 4.15,8

#### Häck 60 m
- 1 Grażyna Rabsztyn, Polen – 7,96
- 2 Natalja Lebedeva, Sovjetunionen – 8,08
- 3 Bożena Nowakowska, Polen – 8,14

#### Stafett 4 x 400 m
- Ingen tävling

#### Höjdhopp
- 1 Rosemarie Ackermann, Östtyskland – 1,92
- 2 Ulrike Meyfarth, Västtyskland – 1,89
- 3 Milada Karbanová, Tjeckoslovakien – 1,89

#### Längdhopp
- 1 Lidia Alfejeva, Sovjetunionen  – 6,64
- 2 Jarmila Nygrýnová, Tjeckoslovakien  – 6,57
- 3 Galina Goptjenko, Sovjetunionen – 6,48

#### Kulstötning
- 1 Ivanka Christova, Bulgarien – 20,05
- 2 Svetlana Kratjevskaja, Sovjetunionen  – 19,97
- 3 Ilona Schoknecht, Östtyskland – 18,35

## Medaljfördelning
| Medaljfördelning |                 |      |        |       |        |
| Plats            | Land            | Guld | Silver | Brons | Totalt |
| 1                | Sovjetunionen   | 6    | 3      | 3     | 12     |
| 2                | Västtyskland    | 4    | 4      | 4     | 12     |
| 3                | Bulgarien       | 3    | 1      | 2     | 6      |
| 4                | Storbritannien  | 1    | 2      | 1     | 4      |
| 5                | Polen           | 1    | 1      | 3     | 5      |
| 6                | Frankrike       | 1    | 1      | 1     | 3      |
|                  | Östtyskland     | 1    | 1      | 1     | 3      |
| 8                | Belgien         | 1    | 0      | 1     | 2      |
| 9                | Sverige         | 1    | 0      | 0     | 1      |
| 10               | Rumänien        | 0    | 2      | 1     | 3      |
| 11               | Tjeckoslovakien | 0    | 1      | 1     | 2      |
|                  | Jugoslavien     | 0    | 1      | 1     | 2      |
| 13               | Grekland        | 0    | 1      | 0     | 1      |
|                  | Finland         | 0    | 1      | 0     | 1      |
| 15               | Italien         | 0    | 0      | 1     | 1      |